# Tiebensee
Tiebensee ist eine ehemals selbständige Gemeinde, die heute ein Ortsteil der Gemeinde Neuenkirchen im Kreis Dithmarschen ist. 

## Geschichte
Der Ort besteht aus einer Kette mehrerer auf flachen Wurten errichteter Höfe und Häuser. Einige dieser Wurten entstanden bereits im frühen 1. Jahrhundert n. Chr. und gehören damit zu den ältesten Marschensiedlungen in Schleswig-Holstein. Die anderen Wurten wurden im Rahmen des mittelalterlichen Landesausbaus errichtet, der nach der Bedeichung das vermoorte Sietland erfasste. Im Rahmen einer systematischen Entwässerung wurde das Ödland mit streifenförmigen Fluren kultiviert.

## Verkehr
Der Ort liegt an der Eisenbahnstrecke Büsum–Heide (Holstein)–Neumünster.

## Kultur
In Tiebensee gibt es eine Disko, die unter den Jugendlichen der Umgebung eine große Anziehungskraft besitzt und so das Zentrum der Unterhaltungsindustrie im Ort darstellt.